# Kiril Dojčinovski
Kiril Dojčinovski (Skopje, 14 ottobre 1943 – 10 agosto 2022) è stato un calciatore e allenatore di calcio macedone, di ruolo difensore.

## Carriera

### Giocatore
Debutta da professionista nel 1963 con il Vardar Skopje, di cui diventa uno dei pilastri, giocando per quattro stagioni consecutive.
Nell'estate del 1967 si trasferisce alla Stella Rossa, con cui gioca per 7 stagioni, disputando ben 190 partite, vincendo quattro campionati della RSF di Jugoslavia e due Coppe di Jugoslavia.
Nel campionato 1974-1975 si trasferisce in Francia, al Troyes, prima di trasferirsi al Paris FC, in Ligue 2, dove chiude la carriera.
Con la Nazionale jugoslava ha partecipato ai Mondiali del 1974.

### Allenatore
Inizia la carriera da allenatore alla guida della Nazionale salvadoregna, per poi guidare il Luis Ángel Firpo, il Municipal Limeño, e la squadra honduregna del Club Deportivo Platense.

## Palmarès

### Calciatore
- Campionati della RSF di Jugoslavia: 4

Stella Rossa: 1967-1968, 1968-1969, 1969-1970, 1972-1973
- Coppe di Jugoslavia: 2

Stella Rossa: 1970, 1971